# 아레나 디 베로나

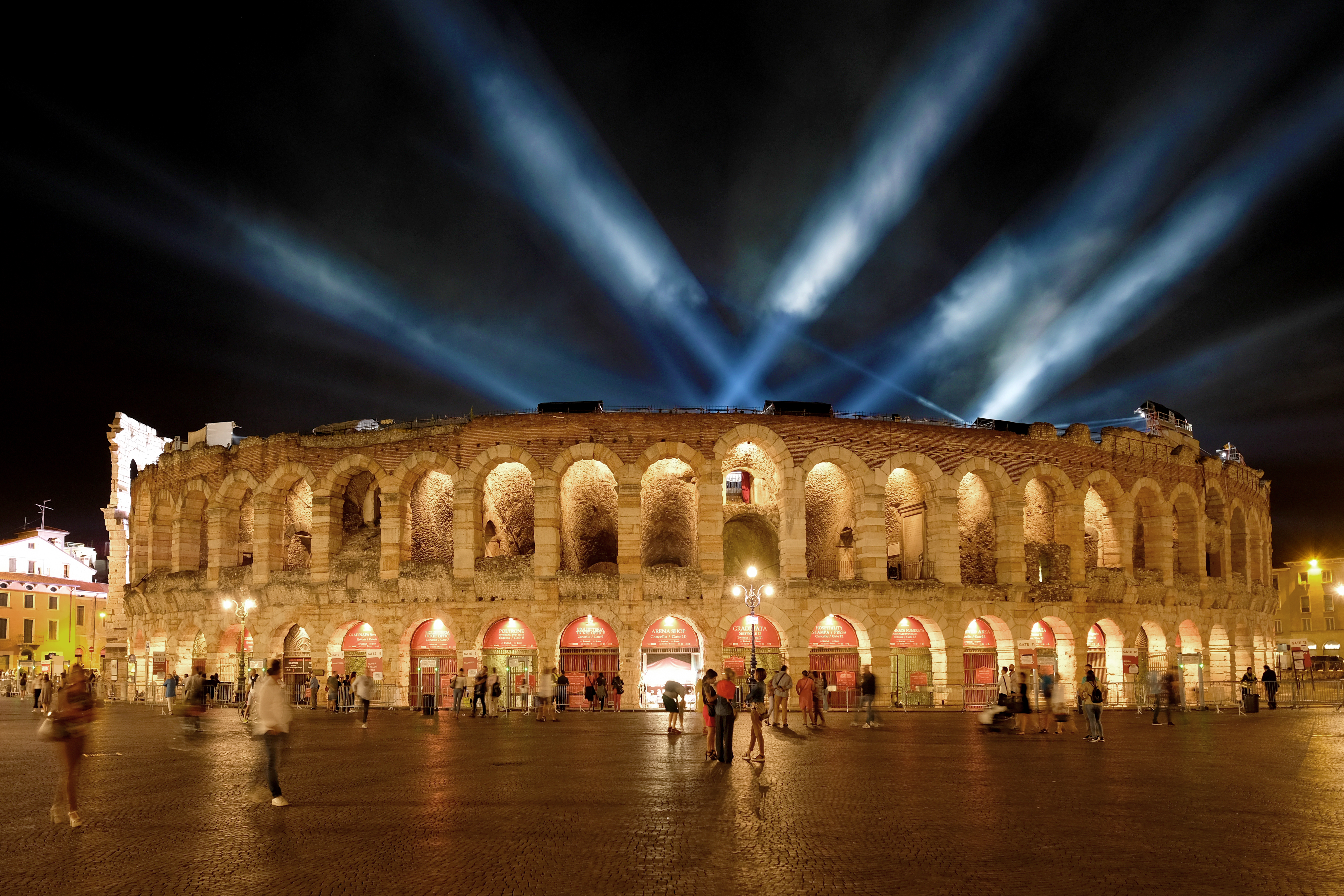
아레나 디 베로나 (2018)

아레나 디 베로나(이탈리아어: Arena di Verona)는 이탈리아 베로나에 있는 고대 로마의 원형극장으로, 로미오와 줄리엣의 상징인 베로나의 역사 지구에 위치해 있다.

## 같이 보기
- 베로나 오페라 축제